# KamAZ
A Kámai Autógyár, rövidítve Kamaz (oroszul Камский автомобильный завод [Kamszkij avtomobilnij zavod], röviden КамАЗ [KamAZ]) Oroszország legnagyobb járműgyártó vállalata. Központja a tatárföldi Naberezsnije Cselniben található. Nehéztehergépkocsi-gyártásban a világ 10 legjelentősebb vállalatának egyike, míg dízelmotorgyártásban a világranglista 8. helyét foglalja el. Az első teherautó 1976 februárjában gördült le a gyártósorról.
A cég 30 éves fennállása során mintegy 1 700 000 tehergépjárművet (melyekből 450 ezer jelenleg is üzemel), 200 ezer személyautót és 1000 autóbuszt szerelt össze.

## Neve
A cég nevét kezdetben KamAZ-nak írták, azonban ez a szokás hamar kiment a használatból, és már több évtizede vagy csupa nagybetűvel, vagy csak nagy kezdőbetűvel írják.

## Története
1969-ben a Szovjet Kommunista Párt (SZKP) Központi Bizottsága és a Minisztertanács döntése értelmében, a tatárföldi Naberezsnije Cselnibe telepítették az új, teherautókat gyártó nehézgépjárműgyárat.
Habár a munka 1969. december 13-án elkezdődött, csak 1976. február 16-án gördült ki az első Kamaz típusú teherautó a kapun, addig ugyanis a többi orosz teherautómárka (főleg az Ural) modelljeit gyártották, 1994 és 2005 között az AvtoVAZ VAZ 1111 Oka típusú személyautóit is itt szerelték össze.
2002 óta a győri Rábamotor és a Kamaz együttműködésének keretében Magyarországon RÁBA néven is forgalomba került, illetve a szintén Győrben összeszerelt Kamaz teherautók is a Rábamotor környezetbarát motorjával vannak felszerelve.
Mind a keleti blokk hadseregei, mind különböző építési vállalatok és más, nehézteherautót igénylő feladatok elvégzésére szakosodott cégek előszeretettel alkalmazzák, elsősorban Közép- és Kelet-Európában.

## A cég
1990. június 25-én a gyár nyílt részvénytársasággá alakult, és belépett a moszkvai tőzsdére. Azóta még nyolc, összesen tehát kilenc üzemmel rendelkezik, melyek mind Naberezsnije Cselni városában, illetve környékén helyezkednek el. Ezeket 2005-ben a Szeversztal orosz acélipari vállalat felvásárolta, így a kamiongyár az ő tulajdonukban van, azonban a Kamaz gyár a Kamaz cégcsoport tagja, mely összesen 110 vállalatot tömörít magában.
A cégcsoport legnagyobb tulajdonosa mind a mai napig az orosz Állami Vagyonkezelő Rt. (34,01%), valamint jelentős tulajdonhányada van még a magánkézben lévő orosz Külkereskedelmi Banknak (30,93%) és egy befektetési társaságnak is (25,63%). A Kamaz International Management Co. (3,82%), a Szberbank (2,82%), és a Nemzeti Befektetési Központ (2,8%) is tulajdonos, azonban ezt a jogkört a vagyonkezelő, a Szberbank és a Kamaz International Management Co. gyakorolják, a többi csupán csendestárs.
2022-ben az ukrajnai orosz invázió miatt a Daimler Truck AG felfüggesztette a Kamazzal kötött együttműködést, továbbá 2022 márciusában szankciókkal sújtotta a céget az Európai Unió. Hasonlóan járt el ugyanebben az évben (április) Új-Zéland, valamint 2023 januárjában Japán is.

## Járművek

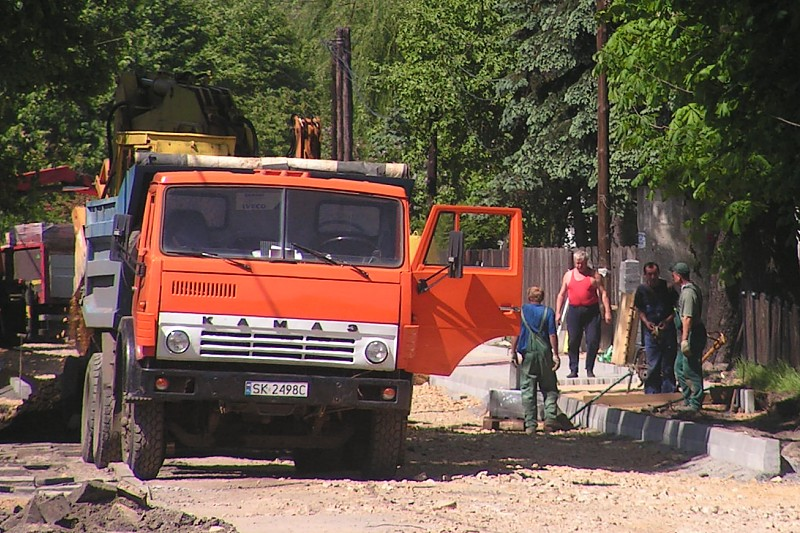
Kamaz 5511-es egy lengyelországi útépítésnél
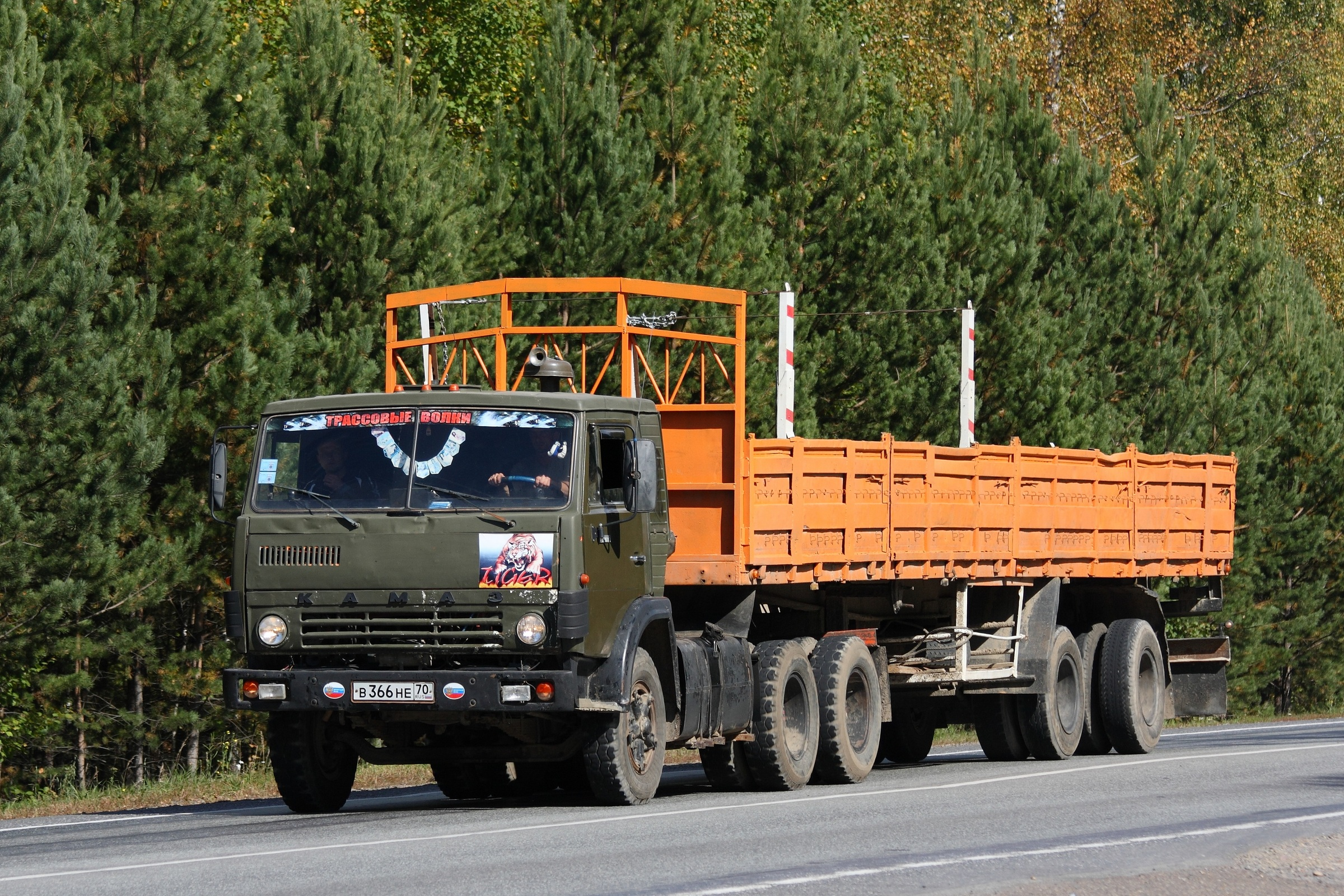
Kamaz 5410 Tomszkban
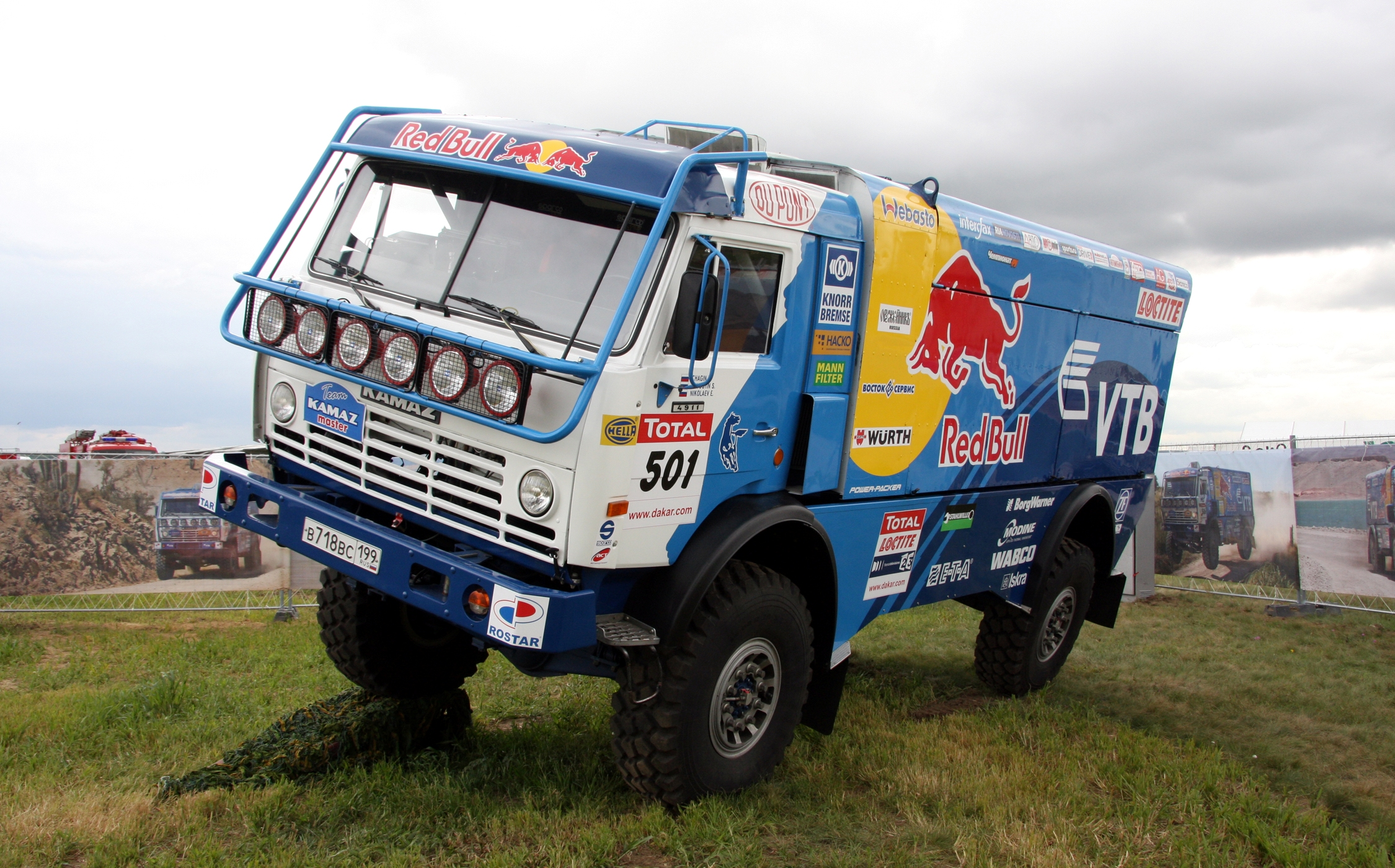
Kamaz 4911

## Sport
A Kamaz aktívan részt vesz különböző raliversenyeken, melyek közül a legnívósabbak egyikét, a Dakar-ralit 18 alkalommal is megnyerte, ami mai napig rekord.